# Zofia Tajber
Zofia Paula Tajber (ur. 23 czerwca 1890 w Białej Podlaskiej, zm. 28 maja 1963 w Siedlcu) – polska zakonnica, założycielka Zgromadzenia Sióstr Najświętszej Duszy Chrystusa Pana oraz Służebnica Boża Kościoła katolickiego.

## Życiorys
Urodziła się w 1890 w rodzinie wielodzietnej jako najmłodsza z piętnastu dzieci Rudolfa i Marii z domu Luks. 8 lipca tegoż roku została ochrzczona w Kościele św. Anny w Białej Podlaskiej. Rodzice osiedliwszy się w Białej Podlaskiej, założyli tam tartak, fabrykę sztyftów i prawideł szewskich. Kiedy miała pięć lat przenieśli się do Żytomierza na Wołyniu. Tam uczęszczała do rosyjskiej szkoły średniej. W 1902 zmarła jej matka w wieku 54 lat.
Po ukończeniu gimnazjum podjęła decyzję wstąpienia do zakonu, ale rodzina stanowczo się temu sprzeciwiała. Jeden z jej braci, chcąc odwieść ją od tej decyzji podsunął jej do lektury ateistyczne książki Woltera i Nietzschego. W wyniku nieprzychylnej atmosfery domowej, odsunęła się od praktyk religijnych, a nadmierny krytycyzm wobec Kościoła i duchowieństwa podważył jej wiarę. Dysponując pięknym głosem (sopranem) oraz będąc uzdolnioną w tym kierunku poświęciła się w 1911 pianistycznym studiom muzycznym i ćwiczeniom śpiewu, najpierw w Kijowie, a następnie Berlinie i Warszawie.

W Wielki Piątek 2 kwietnia 1915 w Kościele św. Aleksandra w Kijowie podczas Adoracji Najświętszego Sakramentu przeżyła swoje nawrócenie. Kluczowym momentem na drodze jej zakonnego powołania było spotkanie z księdzem Ignacym Dubowskim, późniejszym biskupem łucko-żytomierskim, który odnalazł w niej potencjał mistycznej siły, stając się w 1915 jej kierownikiem duchowym. 22 lipca 1918 przyjęła z rąk bp. Dubowskiego sakrament bierzmowania w jego prywatnej kaplicy. Systematyczna praca nad sobą w atmosferze życzliwości i serdeczności coraz bardziej ukierunkowały ją i przekonały co do słuszności takiego wyboru. Wybuch I wojny światowej i rewolucji październikowej w Rosji do tego stopnia zmienił jej życie, że w tym trudnym czasie – nienawiści i pogardy do człowieka – zaczęła sięgać do lektur wielkich mistyków św. Teresy Wielkiej i św. Jana od Krzyża. Na polecenie kierownika duchowego prowadziła dziennik swoich duchowych medytacji. Na jednej ze stron napisała: 

Muszę zaznaczyć, że od chwili gdy poznałam i pojęłam nieskończoną Miłość Boga do każdej duszy ludzkiej, dla której On Bóg stał się Człowiekiem, już nigdy w tę Jego Miłość ku mnie nie wątpiłam, i ona była moją we wszystkim dźwignią.

Wewnętrzne przeczucie i postęp na drodze życia duchowego spowodowały, że powstała w niej myśl założenia nowego zgromadzenia zakonnego, opartego na zasadzie miłości, wdzięczności i wierności, którego istotą byłaby kontemplacja i cześć Najświętszej Duszy Jezusa Chrystusa. Podczas pobytu w Żytomierzu w 1919 podjęła z dwoma towarzyszkami próbę życia wspólnotowego, aby utwierdzić się co do przyjętej linii przyszłego postępowania. Następnie w 1920 udała się z pomysłem przedstawienia sprawy formowania się nowego zakonu do Krakowa, gdzie pod kierunkiem ojców jezuitów przeszła okres formacji duchowej. 24 października 1923 otwarła na Prądniku Białym, za zgodą arcybiskupa Stefana Sapiehy pierwszy dom – początkowo stowarzyszenia religijnego – wspólnoty o nazwie: Katolickie Stowarzyszenie dla pogłębienia życia religijnego ku czci Przenajświętszej Duszy Chrystusa Pana. Po przybyciu członkiń Stowarzyszenia powstała tam ochronka dla opuszczonych dzieci, punkt katechetyczny dla młodzieży i starszych, punkt opatrunkowy i kuchnia dla biednych. Następnie zainicjowała i otwarła w 1927 wiejską kaplicę. Do reszty poświęciła się dziełom charytatywnym w służbie chorym, biednym oraz osobom starszym. Poleciła swoim członkiniom prowadzenie rozmaitych pracowni, zakładów i sklepów w celu gromadzenia środków na cele dobroczynne.

Istotą działalności Stowarzyszenia – jak napominała to Zofia Tajber – było naśladowanie i umiłowanie Najświętszej Duszy Chrystusa, jako znaku wszelkich cnót i zalet, ujawniającego swoje myśli, zamiary i doskonałości, poprzez posługę i uświęcenie innych. Na rekolekcjach powiedziała członkiniom Stowarzyszenia m.in.: 

Celem naszej Sprawy jest żyć Jezusem w nas zamieszkałym, by dać Jezusowi możność posiąść nas całych dla Siebie, Boga, by Jezus przez nas mógł się przejawiać nie tylko na bliskie otoczenie lecz na cały świat.

W 1949, kiedy Stowarzyszenie posiadało 16 placówek w pięciu diecezjach oraz 95 współpracownic, zostało kanonicznie zatwierdzone przez kardynała Stefana Sapiehę jako Zgromadzenie Zakonne. Składając śluby zakonne przyjęła imię zakonne Paula. Naoczny obserwator Matki Zofii Tajber, w celu zebrania materiału do studium charakterologicznego tak ją określił: 

Matka Założycielka, kobieta lat 60-ciu, średniego wzrostu, postać o pełnych kształtach. Postawa jej pewna, wyrażająca poczucie godności osobistej, wzbudzająca szacunek. Ruchy spokojne, miękkie i delikatne… Chód poważny, równy, spokojny… Wyraz twarzy skupiony lecz nie marmurowy… Spojrzenie piwnych oczu głębokie. Można powiedzieć, że odbija się w nich… tajemnicza głębia życia psychicznego… W działaniu jest rozważna, stanowcza i zdecydowana. Zanim da odpowiedź decydującą, rozważy wszystko za i przeciw. Pracę organizacyjną prowadzi planowo. Ma dar koncentracji w działaniu… Posiada zdolność przyjaźni, kontaktowność w stosunku do osób na różnym poziomie inteligencji…

W 1959 przekazała cztery notatniki swoich rozważań poświęconych kultowi Najświętszej Duszy Jezusa prymasowi Stefanowi Wyszyńskiemu, który po zasięgnięciu opinii teologów oraz kierując się swoją wiedzą ocenił je negatywnie. Następnie w sierpniu 1960 wydano dekret, że przedstawionych przez nią kwestii i praktyk religijnych nie można uznać za objawione, a rok później specjalnym dekretem zwolniono ją z zajmowanego stanowiska przełożonej generalnej, powołując s. Izabelę Kanię ZDCh (1916-2016) na jej miejsce. W 1961 rozstała się z domem macierzystym i przeniosła na wiejską placówkę, którą później odwiedził m.in. bp Karol Wojtyła. Tuż przed śmiercią przepowiedziała mu, że zostanie papieżem.

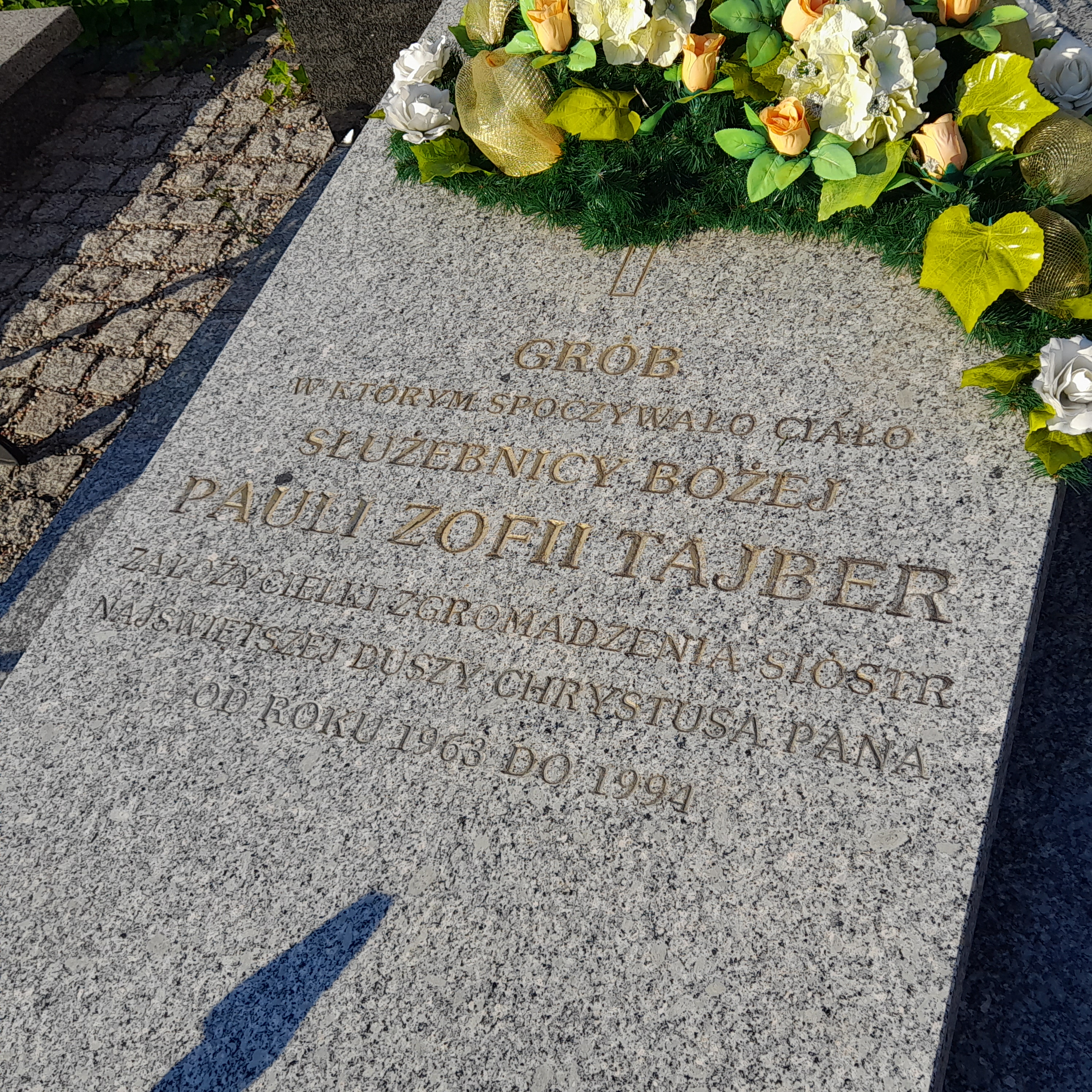
Inskrypcja na płycie nagrobnej w miejscu pierwotnego pochówku Zofii Tajber (cmentarz białoprądnicki)

Zmarła 28 maja 1963 w Siedlcu pod Krakowem w wyniku powikłań spowodowanych poważną chorobą przewodu pokarmowego nie doczekawszy się swojej rehabilitacji. Ceremonii pogrzebowej w dniu 31 maja przewodniczył ówczesny wikariusz kapitulny bp Karol Wojtyła, który w swojej mowie pożegnalnej uznał ją za apostołkę czci Najświętszej Duszy Chrystusa. Pochowana została początkowo na cmentarzu białoprądnickim w Krakowie.

## Publikacje
- Paula Zofia Tajber,  Kazimiera Gruszczyńska (przygotowanie Joachim Roman Bar, Fabiana Ptak, Jadwiga Stępień): Wybór pism Zofii Pauli Tajber i Kazimiery Gruszczyńskiej. Warszawa: Akademia Teologii Katolickiej, 1981, seria: Polskie Teksty Ascetyczne, t. 2. OCLC 830206603. Brak numerów stron w książce
- Paula Zofia Tajber (przygotował do wyd. Joachim Roman Bar): Wybór pism Zofii Pauli Tajber. Cz. 2. Kraków: Zgromadzenie Sióstr Najświętszej Duszy Chrystusa Pana, 1990. OCLC 749367437. Brak numerów stron w książce
- Paula Zofia Tajber (wybór tekstów Agata Bartyzel): Promieniujmy miłością Bogu. Myśli Sługi Bożej Pauli Zofii Tajber. Kraków: Wydawnictwo Karmelitów Bosych, 2007, seria: Promyki - Wydawnictwo Karmelitów Bosych, 1. ISBN 978-83-7305-261-1. OCLC 749809509. Brak numerów stron w książce
- Paula Zofia Tajber (wybór tekstów Agata Bartyzel): Bądźmy światłem dla innych. Myśli Sługi Bożej Pauli Zofii Tajber. Kraków: Wydawnictwo Karmelitów Bosych, 2007, seria: Promyki - Wydawnictwo Karmelitów Bosych, 2. ISBN 978-83-7305-262-8. OCLC 749809512. Brak numerów stron w książce
- Paula Zofia Tajber, Pisma wybrane, wyd. 2, t. 1, Kraków: Zgromadzenie Sióstr Najświętszej Duszy Chrystusa Pana, 2013, ISBN 978-83-935967-6-8, OCLC 1014071087. Brak numerów stron w książce

## Proces beatyfikacyjny
Z inicjatywy Zgromadzenia Sióstr Najświętszej Duszy Chrystusa Pana, przekonanego o świątobliwości jej życia podjęto starania w celu wyniesienia jej na ołtarze. 9 listopada 1993 w krakowskiej kurii metropolitalnej został otwarty proces beatyfikacji matki założycielki Pauli Zofii Tajber. Stolica Apostolska, 12 listopada 1993 wydała zgodę tzw. nihil obstat na rozpoczęcie procesu jej beatyfikacji. Powołano specjalną Komisję Historyczną w celu zbadania dokumentacji i rozpoznania jej życia. Odtąd przysługuje jej tytuł Służebnicy Bożej. 5 kwietnia 1994 jej doczesne szczątki zostały przeniesione z białoprądnickiego cmentarza parafialnego do sarkofagu w przedsionku kaplicy domu generalnego zgromadzenia sióstr w Krakowie przy ul. Matki Pauli Zofii Tajber 1 (wcześniej ul. Zygmunta Glogera 1).